# بیلگولا پلاتو، نیو ساوت ولز
بیلگولا پلاتو (به انگلیسی: Bilgola Plateau) یک حومه شهر در استرالیا است که در نیو ساوت ولز واقع شده‌است.